# Gaultheria hookeri
Gaultheria hookeri är en ljungväxtart som beskrevs av Charles Baron Clarke. Gaultheria hookeri ingår i släktet Gaultheria och familjen ljungväxter. Utöver nominatformen finns också underarten G. h. angustifolia.